# Brabantse Golf
Brabante Golf is een Belgische golfclub in Melsbroek, net buiten Brussel.

## Geschiedenis
Het originele kasteel van het domein "Cleyn Hoff" stond oorspronkelijk op het huidige middenplein maar werd aan het einde van de Tweede Wereldoorlog verwoest door de Duitsers. De koetshuizen en de andere overgebleven gebouwen werden na de oorlog door de eigenaar, baron Snoy, gerestaureerd. De bijgebouwen dienen nu als clubhuis en golfshop.

## De golfclub
Brabantse Golf heeft een 18 holesbaan, waarvan er laatste vijf in het park liggen. Verder is er een drivingrange, een putting green en een chipping green.